# Namwon
Namwon (coreeană: 남원시) este un oraș din Coreea de Sud.

## Personalități născute aici
- Oh Eun-Sun (n. 1966), alpinistă.